# Sud-Ouest du Rio Grande do Sul
La mésorégion Sud-Ouest du Rio Grande do Sul est une des sept mésorégions du Rio Grande do Sul. Elle est formée par l'association de dix-neuf municipalités regroupées en trois microrégions. Elle recouvre une aire de 62 681,157 km2 pour une population de 782 195 habitants (IBGE - 2005). Sa densité est de 12,5 hab./km2. Son IDH est de 0,784 (PNUD/2000). Elle est limitrophe de l'Argentine, par sa province de Corrientes, et de l'Uruguay, par ses départements de Cerro Largo, Rivera et Artigas.

## Microrégions
- Campanha centrale
- Campanha méridionale
- Campanha occidentale

## Mésorégions limitrophes
- Nord-Ouest du Rio Grande do Sul
- Centre-Ouest du Rio Grande do Sul
- Sud-Est du Rio Grande do Sul